# Itterswiller
Itterswiller es una localidad y comuna francesa, situada en el departamento de Bajo Rin en la región de Alsacia.
Itterswiller es una de las poblaciones que forman parte de la ruta turística de los vinos de Alsacia, siendo uno de los centros de elaboración de esta denominación de origen.
| 283 | 300 | 305 | 262 | 248 | 270 |
| Para los censos de 1962 a 1999 la población legal corresponde a la población sin duplicidades (Fuente: INSEE [Consultar]) |     |     |     |     |     |